# Camposano
Camposano là một đô thị ở tỉnh Napoli ở vùng Campania, cách khoảng 25 km về phía đông bắc của Napoli. Tại thời điểm ngày 31 tháng 12 năm 2004, đô thị này có dân số 5.389 người và diện tích là 3,3 km².
Đô thị Camposano bao gồm frazione (đơn vị cấp dưới) Faibano.
Camposano giáp các đô thị: Cicciano, Cimitile, Comiziano, Nola.